# Servir et disparaître
«Servir et disparaître» – «dienen und [dann] verschwinden» – ist ein Schweizer Motto, das anlässlich der Rücktritte angesehener Führungspersonen und in ihren Nachrufen häufig zitiert wird.
Es bringt ein politisches Ethos zum Ausdruck, nach dem, wer führt, persönliche Interessen hinter den Dienst an der Sache und an der Öffentlichkeit zurückstellt. Dazu gehört namentlich, dass Führungspersonen sich am Ende ihrer Laufbahn aus dem öffentlichen Leben zurückziehen und ihren Nachfolgerinnen und Nachfolgern keine öffentlichen Ratschläge erteilen.
Die Losung stammt aus dem «Alten Bern» – der 1798 untergegangenen Stadt und Republik Bern, deren aristokratische Herrscher sich einer besonders zurückhaltenden und sparsamen Verwaltung rühmten. Sie erinnert an die Überlieferung vom römischen Diktator Cincinnatus, der seine Macht abgab, um sich erneut dem Ackerbau zu widmen.
Weniger als Ausdruck von Bürgertugend, sondern als einengend interpretierte der Historiker Hans von Greyerz das Motto 1953 in einer Rede zum Jubiläum des Staates Bern:
«Mit der Parole Servir et disparaître läßt sich freilich eine hochgestimmte und leidensbereite Jugend staatstreu machen. Aber es läßt sich damit auch das kritische Denken mundtot machen. Es treten Lagen ein, in denen höchstes Dienen am Gemeinwesen nicht schweigendes Sicheinfügen sein kann, sondern mutiges Einstehen für das Eine Notwendige. Dem Leitwort Servir et disparaître muß die andere Parole, ein Schultheißenmotto, die Waage halten: Sein, nicht scheinen!»